# Grabowiec (powiat kolski)
Grabowiec – kolonia w Polsce, w województwie wielkopolskim, w powiecie kolskim, w gminie Osiek Mały.
Do 31 grudnia 2023 miejscowość była częścią wsi Trzebuchów.